# 利奧波德五世 (奧地利)
利奧波德五世（德語：Leopold V；1157年—1194年12月31日），有“賢者利奧波德”稱號，巴本堡王朝奧地利公爵（1177年—1194年在位）及施蒂里亞公爵（1192年—1194年在位）。奧地利藩侯亨利二世與第二任妻子西奧多拉·科穆寧的獨生子。

## 生平
父親亨利二世於1177年1月13日去世。死後由利奧波德五世繼承爵位。其後，利奧波德五世出兵支持貝德日赫攻打波希米亞公爵索別斯拉夫二世，但是於1179年，兩國簽署和約。由於施蒂里亞公爵奧托卡四世並無子嗣，1186年他與巴本堡王朝簽署喬治堡和約（Georgenberg Pact），讓奧地利與施蒂里亞兩個公國結成永遠的共主邦聯。1192年奧托卡四世逝世，施蒂里亞公國根據約定由巴本堡王朝公爵利奧波德五世所繼承。
利奧波德五世在奧地利以外令人記得的政績是他參與了第三次十字軍東征。利奧波德五世從扎達爾航行經過亞得里亞海海岸，於1191年春天抵達參加圍攻阿卡。他接管了在一月份去世的士瓦本公爵腓德烈六世擁有的帝國軍隊指揮權。根據傳說，他的外衣在戰鬥後沾滿鮮血，當他脫下他的腰帶，出現了白色條紋於血紅色中間。皇帝亨利六世授予他採用這些顏色作為他新的旗幟，這後來成為奧地利的國旗的標誌。
阿卡投降後，利奧波德五世的表兄蒙菲拉托侯爵康拉德將英格蘭國王「獅心王」理查一世、法國國王「尊嚴王」腓力二世、奧地利公爵利奧波德五世三人的旗幟揚起在城上。不過，理查一世將利奧波德五世的旗幟撕裂（見阿卡圍城戰），意味不肯與他平起平坐。利奧波德五世憤怒地離開了阿卡並於1191底年回到奧地利。1192年4月，康拉德當選為耶路撒冷國王後不久，理查一世涉嫌參與謀殺康拉德，利奧波德五世對他仇恨更深。
1192年冬天，理查一世化裝成商人回國，但在聖誕節前他停留在維也納附近的埃德伯格（今蘭德斯特拉塞地區）被人識破，成為利奧波德五世的俘虜，囚禁在杜倫施坦。1193年3月，理查一世被帶到皇帝亨利六世的面前被控謀殺康拉德。亨利六世又將理查囚禁了近兩年的時間，直到1194年理查一世宣誓稱臣並承認繳納15萬馬克的巨額贖金之後，才予以釋放。利奧波德五世得到一份可觀的贖金約23噸的銀，此批銀成為維也納鑄幣的基石、作為修築維也納城墙之用及在新統治的施蒂里亞修築維也納新城及弗里德貝格。但是因囚禁十字軍參與者的罪名被教皇雷定三世處以絕罰。
1194年，利奧波德五世在格拉茨的一場比武中，被他的坐騎壓扁了他的腳。外科醫生建議他截肢的同時，被宣布他沒有權這樣做。利奧波德五世命令他的僕人用斧頭砍了他的腳下來，經過三次揮斧後終於成功。然而，他卻死於壞疽，仍然是被絕罰之身，葬於海利根克羅伊茨修道院。
利奥波德利用理查被囚禁之机，要求理查的侄女布列塔尼的埃莉诺嫁给自己的长子腓特烈。但因他本人暴亡，这场婚姻未能实现。

## 家庭
利奧波德五世於1172年娶匈牙利國王蓋薩二世的女兒伊蓮娜為妻，生下兩名兒子。
1. 腓特烈一世（約1175年－1198年4月16日），繼承為奥地利公爵。
2. 利奧波德六世（1176年－1230年7月28日），先繼承為施蒂里亞公爵，兄長死後繼承為奥地利藩侯。